# Kolumna Mariańska w Preszowie
Kolumna Mariańska w Preszowie – barokowa kolumna morowa w północnej części rynku w Preszowie, we wschodniej Słowacji.
Kolumnę wzniesiono w 1751 r. z inicjatywy miejscowych jezuitów dla upamiętnienia ofiar zaraz, jakie nawiedziły miasto w latach 1679 i 1710. Autorstwo masywnej, czworokątnej, trójkondygnacyjnej kolumny wykonanej z piaskowca, zwieńczonej rzeźbą Niepokalanej Marii Panny (Immaculaty) z Dzieciątkiem Jezus i berłem, przypisuje się Jozefowi Hartmanowi. Matka Boska i Dzieciątko mają duże, pozłacane korony; pozłacana jest również głowica berła. Z czterech rzeźb świętych na dolnej kondygnacji jedynie dwie (św. Mikołaj i św. Jan Nepomucen) zachowały się w oryginałach.
Kolumna stoi w miejscu, na którym od marca do września 1687 r. odbywały się tzw. preszowskie jatki – seria egzekucji, w których generał cesarskiego wojska Antonio Caraffa kazał stracić 24 osoby spośród preszowskich mieszczan i okolicznej szlachty, popierających w minionych latach antyhabsburskie powstanie Emeryka Thökölyego.

## Literatura
- Prešov. Mapa mesta 1:3 000, wyd. Schubert & Franzke, Bratislava 2014.